# 紅眼鷹蜥

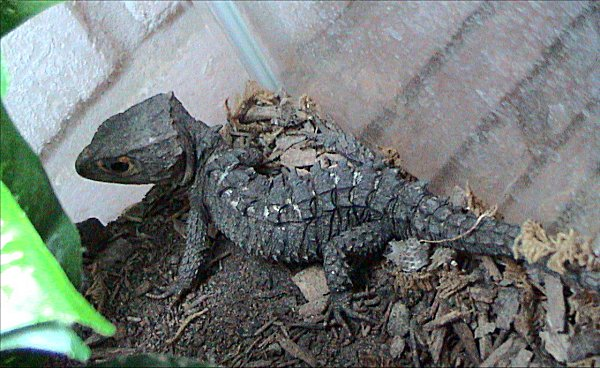
Tribolonotus gracilis

紅眼鷹蜥（學名：Tribolonotus gracilis）是一種新幾內亞特有的蜥蜴。其种加词来源于拉丁文“gracilis”，意为“纤细的”。

## 習性
紅眼鷹蜥成體長20至25公分，為全肉食性，適宜生長溫度為18至27℃。

## 棲地
紅眼鷹蜥棲息於南太平洋新幾內亞及週邊島嶼的潮濕雨林區的落葉和石堆中，有時也出現在人口聚集區中。